# Kim Byong-oh
Kim Byong-oh (kor. 김병오; * 26. Juni 1989) ist ein südkoreanischer Fußballspieler.

## Karriere
Kim Byong-oh erlernte das Fußballspielen in der Schulmannschaft der Andong High School sowie in der Universitätsmannschaft der Sungkyunkwan-Universität. Seinen ersten Vertrag unterschrieb er am 1. Januar 2012 beim rumänischen Erstligisten CFR Cluj. Für den Verein aus Cluj-Napoca kam er jedoch nicht zum Einsatz. Nach einem halben Jahr kehrte er nach Südkorea zurück. Hier unterschrieb er einen Vertrag beim Fußballfranchise Ulsan Dolphin in Ulsan. Hier stand er bis Jahresende unter Vertrag. Anfang 2013 wechselte er nach Anyang zum Zweitligisten FC Anyang. Für Anyang absolvierte er 17 Zweitligaspiele. Nach einer Saison wechselte er im Februar 2014 für eine Saison zum Daejeon Korail FC nach Daejeon. Über den Chungju Hummel FC ging er 2016 zum Erstligisten Suwon FC. Von Dezember 2016 bis September 2018 spielte er beim Sangju Sangmu FC in Sangju. Zu den Spielern des Vereins zählen südkoreanische Profifußballer, die ihren zweijährigen Militärdienst ableisten. Nach Vertragsende in Suwon verpflichtete ihn im Januar 2020 der Erstligist Busan IPark. Am Ende der Saison 2020 musste er mit dem Verein aus Busan den Weg in die Zweitklassigkeit antreten. Nach der Hinrunde 2021 wechselte er für den Rest der Saison zum Ligarivalen Jeonnam Dragons nach Gwangyang. Über den Drittligisten Gyeongju KHNP FC aus Gyeongju zog es ihn im Juli 2022 nach Thailand. Hier unterschrieb er einen Vertrag beim Zweitligisten Chainat Hornbill FC. Für den Verein aus Chainat bestritt er acht Zweitligaspiele. Nach der Saison wurde sein Vertrag nicht verlängert. Im Juli 2023 kehrte er in seine Heimat zurück. Hier schloss er sich dem Drittligisten Daejeon Korail FC an. Nach 19 Ligaspielen wechselte er im Juni 2024 zum Zweitligisten Chungbuk Cheongju FC.